# Тамара Вученовић
Тамара Вученовић српска је новинарка Радио Београда од 1995. и уредница и водитељка радио емисије Дигиталне иконе на Радио Београду 2 од 2002. Доцент је Факултета за менаџмент Универзитета Метрополитан.

## Биографија
Рођена је 26. јула 1968. у Београду. Завршила је докторске студије на Филолошком факултету. Усавршавала се из области новинарства у електронским медијима и односа с јавношћу. Почела је да ради као новинарка Радио Београда 1995. Године 2002. покренула је емисију посвећену новим технологијама у култури, уметности, науци и друштву под називом „Дигиталне иконе”, на Радио Београду 2. Оснивач и директор је удружења „Центар за медијску културу и образовање“ од 2014.
Друштво за информатику Србије доделио јој је 2008. и 2013. специјално признање за изузетан допринос развоју информационог друштва у Србији. Године 2010. проглашена је за најбољег ИТ новинара и добила је признање ИТ глобус. Добитница је 2013. Уницеф награде за професионално и етичко медијско извештавање о превенцији дигиталног насиља над и међу децом. Исте године, примила је награду Александар Саша Спасић за најбољег ИТ новинара и повеље захвалности за изузетан допринос информатичком образовању, Рачунарског факултета. Године 2014. добила је повељу захвалности Филолошког факултета Универзитета у Београду.